# Nicole Courcel
Nicole Courcel (Saint-Cloud, 21 oktober 1931 – Parijs, 25 juni 2016) was een Franse actrice. Haar productiefste jaren liggen tussen 1949 en 1962.

## Biografie
Courcel vertolkte haar eerste grote rol in 1949 in de komedie Rendez-vous de juillet (Jacques Becker) naast Daniel Gélin en de debuterende Maurice Ronet. Een jaar later speelde ze naast Jean Gabin in de op de gelijknamige roman van Georges Simenon gebaseerde tragikomedie La Marie du port. Ze belichaamde de mysterieuze jongere zus van Gabins minnares voor wie Gabin uiteindelijk door de knieën gaat. 
In 1954 maakte ze, in de rol van een koninklijke minnares, deel uit van de sterrencast van Sacha Guitry's historisch fresco Si Versailles m'était conté..., het grootste commercieel succes van dat jaar in Frankrijk. Nog in 1954 acteerde ze onder regie van Jean-Paul Le Chanois in de komedie Papa, maman, la Bonne et moi, haar tweede kaskraker van dat jaar. In 1956 castte Le Chanois haar opnieuw in Papa, maman, ma femme et moi, de succesrijke sequel. Le Chanois benutte haar talent een derde keer in Le Cas du docteur Laurent (1957), een commercieel geslaagde tragikomedie over een dokter (Jean Gabin) die probeert een nieuwe methode van pijnloos bevallen in te voeren.  
In 1962 speelde ze naast Hardy Krüger de hoofdrol in Les Dimanches de Ville d'Avray die het jaar daarop de Oscar voor beste niet-Engelstalige film behaalde. In 1966 verleende ze haar medewerking aan Les Créatures, een wat miskend drama van Agnès Varda. In die tijd was ze eveneens te zien in drie drama's van auteur-cineast Paul Vecchiali. In 1974 speelde ze mee in de heel populaire komedie La Gifle, haar laatste commercieel succes.
Behalve Gabin had Courcel nog andere Franstalige sterren van die tijd als tegenspeler zoals Louis de Funès, Paul Meurisse, Charles Aznavour, Eddie Constantine en Lino Ventura. Ook Charles Denner, Arletty, Jean Marais, Michel Piccoli en François Périer kruisten meermaals haar pad.
In 2016 overleed Courcel op 84-jarige leeftijd. Volgens haar dochter, journaliste en televisiepresentatrice Julie Andrieu, leed ze al enkele jaren aan een hersenaandoening. 

## Beknopte filmografie
- 1949 - Rendez-vous de juillet (Jacques Becker)
- 1950 - La Marie du port (Marcel Carné)
- 1954 - Huis clos (Jacqueline Audry)
- 1954 - Papa, maman, la Bonne et moi (Jean-Paul Le Chanois)
- 1954 - Si Versailles m'était conté... (Sacha Guitry)
- 1956 - Papa, maman, ma femme et moi (Jean-Paul Le Chanois)
- 1957 - Le Cas du docteur Laurent (Jean-Paul Le Chanois)
- 1957 - L'inspecteur aime la bagarre (Jean Devaivre)
- 1960 - Le Testament d'Orphée (Jean Cocteau)
- 1960 - Le Passage du Rhin (André Cayatte)
- 1962 - Les Dimanches de Ville-d'Avray (Serge Bourguignon)
- 1966 - Les Créatures (Agnès Varda)
- 1967 - The Night of the Generals (Anatole Litvak)
- 1972 - L'aventure c'est l'aventure (Claude Lelouch)
- 1972 - Le rempart des Béguines (Guy Casaril)
- 1974 - La Gifle (Claude Pinoteau)

## Publicatie
- Nicole Courcel: Julie tempête (een bundel souvenirs aan haar dochter), éd. Robert Laffont, 1980

- Biblioteca Nacional de España: XX4894801
- Bibliothèque nationale de France: cb139308437 (data)
- Gemeinsame Normdatei: 173497780
- International Standard Name Identifier: 0000 0001 2279 9026
- Library of Congress Control Number: no97029405
- Nationale Bibliotheek van Tsjechië: xx0156146
- Système universitaire de documentation: 10908831X
- Virtual International Authority File: 51878105
- WorldCat: E39PBJk4DYhpjqTxpq4QVVmPQq